# Zandjermolenpolder
De Zandjermolenpolder of Zandjerpolder is een voormalig waterschap (molenpolder) in de provincie Groningen.
Het schap lag ter weerszijden van Schildwolde. De noordoostgrens lag bij de Meenteweg (N865) en iets ten zuiden van de Siepweg, de zuidoostgrens lag bij de Siepkanaal (de polder was hier slechts 150 m breed), de zuidwestgrens lag iets ten zuiden van de Hondelaan en de Dannemeerweg en de noordwestgrens lag bij het Afwateringskanaal van Duurswold (hier was de polder 1,5 km breed). De molen sloeg uit op het Afwateringskanaal en stond zo'n 400 m zuidwestelijk van de brug in de Meenteweg. Naast de molen stond een stoomgemaal, dat alleen werd ingezet bij windstilte en hoge waterstand. In de zuidoostelijke punt van de polder werd 40 ha apart onderbemalen. Onder het ook daar gelegen Veenkanaal lag een onderleider.
In 1903 werd een tweede molen (een spinnenkopmolen) aan de Bovenvennen gebouwd, die al in 1914 weer werd afgebroken en daarna vervangen door een windmotor.
Waterstaatkundig gezien ligt het gebied sinds 2000 binnen dat van het waterschap Hunze en Aa's.